# Ramapo (New York)
Ramapo város az USA New York állam Rockland megyéjében. Lakosainak száma 148 919 fő (2020. április 1.).

## Népesség
A település népességének változása:

| 2010 | 126 595 |
| 2020 | 148 919 |